# Видберг, Сигизмунд
Сигизмунд Видберг (латыш. Sigismunds Vidbergs; 11 мая 1890 — 31 января 1970) — латвийский график, плакатист и специалист в области витража.

## Биография
Сигизмунд Видберг родился 11 мая 1890 года в Митаве Добленского уезда Курляндской губернии Российской империи (ныне — город Елгава в Латвии), в семье банковского служащего.
Учился в Митавском реальном училище. Окончил Центральное училище технического рисования барона А. Л. Штиглица в Санкт-Петербурге (1915). Посещал занятия в мастерской художественной обработки стекла Карлиса Бренценса.
Работал учителем в Протасовском реальном училище (1915—1919), служил в авиационном отряде Красной Армии (1919—1921). В 1921 году вернулся в Латвию. Был сотрудником сатирического журнала «Хо-Хо!» (1923—1924) и «Илустретайс журналс» (1927—1929), библиотекарем в Рижском городском художественном музее (1933—1940), педагогом студии рисунка и живописи Рижской народной высшей школы (1927—1934) и мастерской графики Латвийской академии художеств.
В 1944 году эмигрировал в Германию, в 1949 году переехал на постоянное место жительство в США. С 1955 года работал художником по текстильному рисунку в одной из фирм, занимавшихся промышленным производством тканей.
Был членом Рижской группы художников (1921—1925) и Союза художников Латвии (с 1941), главой Рижского общества графиков (1928—1934). Обладатель наград Латвийского фонда культуры (1923 и 1938) и Золотой медали Международной выставки современных декоративных и промышленных искусств в Париже (1925).
Умер 31 января 1970 года в штате Нью-Джерси.

## Творчество
Принимал участие в выставках с 1913 года. Отдавал предпочтение рисунку тушью. Наиболее известные работы: на политические и исторические темы — «Бермонтиада» (1926), «Революция» (1918—1919), «1905 год» (1933—1936), «Беженцы» (1953), «За железным занавесом» (1952—1953); городские зарисовки — «Город» (1919), «Девушки из Бруклина», «Гарлем» (обе 1950—1960). С 1917 года в цикле работ «Эротика» начали появляться характерные для дальнейшего творчества С. Видберга эротические мотивы. До 1920-х годов был близок к стилистике модерна, в дальнейшем заметно влияние ар-деко.
Был иллюстратором более 200 книг, автором множества экслибрисов, плакатов и карикатур, работал в печатной графике. Был сценографом и художником по костюмам в постановках балетов «Дон Кихот» Людвига Минкуса (1931) и «Жизель» Адольфа Адана (1932) на сцене Латвийской Национальной оперы. Работал в рижской мастерской росписи по фарфору «Балтарс» (1924—1929). Создал ряд витражей для дома Совета профсоюзов (1930), Большой гильдии (1936) и витражной композиции для Страупской церкви (1944).